# Bradwell (Norfolk)
Bradwell is een civil parish in het bestuurlijke gebied Great Yarmouth, in het Engelse graafschap Norfolk met 10.528 inwoners.